# Chrysopa cantonensis
Chrysopa cantonensis är en insektsart som beskrevs av Navás 1931. Chrysopa cantonensis ingår i släktet Chrysopa och familjen guldögonsländor. Inga underarter finns listade i Catalogue of Life.